# Zeb Cope
Zeb Cope, né le 17 février 1982 à Fort Hood (États-Unis), est un joueur de basket-ball professionnel anglo-américain. Il mesure 2,05 m.

## Université
- 2001-2004 :  Tribe de William et Mary (NCAA)

## Clubs successifs
- 2004-2005 :  Calpe Aguar de Calpe (LEB)
- 2005-2006 :  "Red Team" Basket-Club Boncourt (Ligue Nationale A)
- 2006 :  Fribourg Olympic Basket (Ligue Nationale A)
- 2006-2008 :  Orléans (Pro A)
- 2008-2009 :  JDA Dijon Basket (Pro A)
- 2009-2010 :  JSF Nanterre Basket (Pro B)

## Palmarès
- Vainqueur de la Coupe de Suisse 2005
- Vainqueur de la Coupe de la Ligue Suisse 2005